# جوناثان ووكر (رجل أعمال)
جوناثان ووكر (بالإنجليزية: Jonathan Walker)‏ هو شخصية أعمال أمريكي، ولد في 1799 في رأس كاد ‏ في الولايات المتحدة، وتوفي في 1 مايو 1878 في مسكيغون في الولايات المتحدة.

## وصلات خارجية
- جوناثان ووكر على موقع إن إن دي بي (الإنجليزية)